# Paranemastoma supersum
Paranemastoma supersum was een hooiwagen uit de familie aardhooiwagens (Nemastomatidae). De originele naamcombinatie (protoniem) was Nemastoma supersum Roewer 1951 als vervangende naam voor Paranemastoma superbum Redikortsev 1936 (homoniem van Nemastoma superbum L. Koch, 1870, na Mkheidze 1959), maar zoals nu in verschillende geslachten, is deze vervangende naam van Roewer (1951) niet bewaard gebleven, omdat deze niet in het heersende gebruik voorkomt. Na 2023 de geldige combinatie is Paranemastoma superbum Redikortsev, 1936.